# Kothagondanahalli, Magadi
Kothagondanahalli là một làng thuộc tehsil Magadi, huyện Ramanagara, bang Karnataka, Ấn Độ.